# Liste der Museen in Bielefeld
Die Liste der Museen in Bielefeld beinhaltet Museen in Bielefeld, die unter anderem Kunst, Kultur und Naturgeschichte vorstellen.
Die Liste ist alphabetisch geordnet.

## Liste der Museen
| Bezeichnung                                    | Stadtbezirk | Bemerkungen | Bild |
| ---------------------------------------------- | ----------- | --- | ---- |
| Archäo Welle                                   | Mitte       | In einem Neubau an der Welle und am Bach entstandene Ausstellungen zu Grabungsfunden. |      |
| Bauernhausmuseum                               | Gadderbaum  | 2001 beim Preis Europäisches Museum des Jahres besonders empfohlen. |      |
| Bielefelder Kunstverein am Waldhof             | Mitte       | |      |
| Deutsches Fächer Museum – Barisch Stiftung     | Mitte       | |      |
| Deutsches Kampfsportmuseum                     | Heepen      | Online-Museum |      |
| Dr. Oetker Welt                                | Mitte       | |      |
| Feuerwehrmuseum                                | Mitte       | Untergebracht in der Hauptfeuerwache, Am Stadtholz 18. Öffnungszeiten und Führungen nach Vereinbarung, Eintritt frei. |      |
| Heimatmuseum Isselhorst                        | Brackwede   | Der Heimatverein des Gütersloher Stadtteils Isselhorst wich aufgrund fehlender Räume auf Bielefeld aus. Das Museum hat ansonsten keine direkten Bezüge zu Bielefeld. |      |
| Heimatmuseum Quelle                            | Brackwede   | Im Aussichtsturm Hünenburg. |      |
| Historische Sammlung Bethel                    | Gadderbaum  | Im denkmalgeschützten „Haus Ebenezer“, dem ersten Gebäude der Stiftung Bethel (Kantensiek 9). |      |
| Historisches Museum der Stadt Bielefeld        | Mitte       | Auf dem Gelände und im Park der ehemaligen Ravensberger Spinnerei. |      |
| Krankenhausmuseum                              | Mitte       | Im Klinikum Bielefeld Mitte, Haus 4. |      |
| Kunstforum Hermann Stenner                     | Mitte       | Das Forum bildete das Schaffen des Malers Hermann Stenner, seiner Lehrer und Studienkollegen ab. 2025 geschlossen. |      |
| Kunsthalle Bielefeld                           | Mitte       | Kunst des 20. und 21. Jahrhunderts, mit Ausstellungsfläche im Skulpturengarten. Regelmäßig wechselnde Ausstellungen. |      |
| Museum/Archiv/Forum Arminia                    | Mitte       | In der Westtribüne der SchücoArena. |      |
| Museum Huelsmann                               | Mitte       | Internationales Museum für Kunst und Kulturgeschichte. Direktorenvilla mit Luxuskunst. Ein Teil der Sammlung ist in der Weißen Villa untergebracht. |      |
| Museum Osthusschule                            | Senne       | Schulgebäude mit 7000 m² großem Außengelände. |      |
| Museumshof Senne                               | Senne       | Denkmalgeschütztes Ensemble aus versetzten Fachwerkhäusern. |      |
| Museum Wäschefabrik                            | Mitte       | Das Museum Wäschefabrik befindet sich etwas versteckt in einem Hinterhof der Viktoriastraße im so genannten Spinnereiviertel im Osten Bielefelds. Die ganze Fabrik mit ihrem gesamten Inventar und das Wohnhaus der ehemaligen Besitzer blieben im Originalzustand erhalten und stehen als Zeitzeugnis der Bielefelder Wäscheindustrie unter Denkmalschutz. Das Museum ist jeden Sonntag von 11:00 bis 18:00 Uhr geöffnet. |      |
| namu (Natur\|Mensch\|Umwelt)                   | Mitte       | Im Spiegelshof, einem Baudenkmal in Bielefeld. |      |
| Pädagogisches Museum der Universität Bielefeld | Schildesche | 2019 aufgelöst. Material vom Lippischen Heimatbund als Teil der Erbschaft von Gründer Volker Wehrmann an das Haus der Geschichte Nordrhein-Westfalen übergeben |      |
| MuMa-Forum                                     | Hillegossen | Im Januar 2022 wurde das MuMa-Forum eröffnet, ein Filmmuseum, das den in Bielefeld geborenen Filmpionieren Friedrich Murnau und Joseph Massolle gewidmet ist. |      |